# Tangoa
Tangoa ist eine Insel in Vanuatu vor der Südküste von Vanuatus größter Insel Espiritu Santo in der Provinz Sanma. Auf der Insel wird (wurde) die Sprache Tangoa (Leon Tatagoa) gesprochen. 2009 lebten 394 Einwohner auf der Insel.

## Geographie
Die Insel liegt kaum zweihundert Meter vor der Küste von Espiritu Santo. Sie bildet die Fortsetzung eines Kaps bei Venabisu, wo sich der Najingo Harmony Park befindet.
Tangoa ist länglich und erstreckt sich über etwa 1,3 km von Ost nach West. Das Siedlungsgebiet liegt hauptsächlich im Westen der Insel.
Auf der Insel befindet sich auch die Tangoa Presbyterian Church.

## Bildung
Auf der Insel wurde von presbyterianischen Missionaren das Teachers’ Training Institute gegründet. Später in Tangoa Training Institute umbenannt, wurde es von 1895 bis 1970 auf der Insel betrieben. Dann richtete die Presbyterian Church of Vanuatu (Presbitirin Jyos Blong Vanuatu) ein Presbyterian Bible College ein. Dieses bestand von 1971 bis 1986, als es mit dem Aulua Theological Training Centre zusammengeführt wurde zum Talua Ministry Training Centre in einigen Kilometern Entfernung auf der Hauptinsel.